# Prague Pride 2015
Prague Pride 2015 byl pátý ročník pražského festivalu zaměřeného na gay, lesbickou, bisexuální a transgender tematiku, který pořádal spolek Prague Pride v týdnu od 10. do 16. srpna 2015. Jeho tradičním vyvrcholením byl průvod Prahou s hudebním festivalem na Letné v sobotu 15. srpna. Akce se zúčastnilo více než 22 tisíc lidí.

## Téma a prezentace
Kampaň se sloganem „Všichni jsme stejně teplí“, kterou pro pořadatele připravila agentura Made by Vaculik, získala bronzové místo v kategoriích Print i Billboard & Poster soutěže ADC Creative Awards, známé z minulosti jako Louskáček.

## Kontraakce
V červnu 2015 Adam B. Bartoš z pozice předsedy strany Národní demokracie napsal výhružný dopis Czeslawu Walekovi, v němž ho nabádal, aby pořadatelé upustili od konání srpnového festivalu. Bartoš uvedl, že jeho strana koordinuje tvrdou protikampaň připravovanou spolu s dalšími názorově blízkými subjekty, která by dle něj mohla vést až tomu, že by tento ročník festivalu mohl být posledním. Podle serveru Echo24 by Bartošova rétorika mohla splňovat podstatu trestného činu podněcování k nenávisti vůči skupině osob nebo k omezování jejich práv a svobod.